# Xã North Okaw, Quận Coles, Illinois
Xã North Okaw (tiếng Anh: North Okaw Township) là một xã thuộc quận Coles, tiểu bang Illinois, Hoa Kỳ. Năm 2010, dân số của xã này là 983 người.